# Instituto Flatiron
El Instituto Flatiron es una división de investigación interna de la Fundación Simons, lanzado en 2016. Comprende cuatro centros de ciencias computacionales: el Centro de Astrofísica Computacional (Center for Computational Astrophysics, CCA); el Centro de biología computacional (Center for Computational Biology, CCB); el Centro de física cuántica computacional (Center for Computational Quantum Physics, CCQ); y el Centro de Matemática Computacional (Center for Computational Mathematics, CCM). También tiene un grupo llamado Núcleo de computación científica (Scientific Computing Core, SCC). El instituto toma su nombre del distrito Flatiron en la ciudad de Nueva York, donde tiene su sede.
La misión del Instituto Flatiron es avanzar en la investigación científica a través de métodos computacionales, que incluyen análisis de datos, teoría, modelado y simulación.

## Centro de biología computacional
- Lanzado en 2013 como el Centro Simons para el Análisis de Datos.[4]
- Director: Michael Shelley.[5]
- Misión: La misión de CCB es desarrollar herramientas de modelado y teoría para comprender los procesos biológicos y crear marcos computacionales que permitan el análisis de los conjuntos de datos grandes y complejos que generan las nuevas tecnologías experimentales.
- Grupos de investigación: modelado biofísico, genómica, neurociencia, biología de sistemas.

## Centro de Astrofísica Computacional
- Lanzado en 2016.
- Director: David Spergel.
- Misión: La misión de CCA es crear nuevos marcos computacionales que permitan a los científicos analizar grandes conjuntos de datos astronómicos y comprender la física compleja y de múltiples escalas en un contexto cosmológico.
- Grupos de investigación: datos astronómicos, objetos compactos, cosmología X ciencia de datos,[6] formación de galaxias, astronomía de ondas gravitacionales, formación de planetas.

## Centro de Física Cuántica Computacional
- Lanzado en 2017.
- Director: Antoine Georges; codirector: Andrew Millis.
- Misión: La misión de CCQ es desarrollar los conceptos, teorías, algoritmos y códigos necesarios para resolver el problema cuántico de los muchos cuerpos y utilizar las soluciones para predecir el comportamiento de materiales y moléculas de interés científico y tecnológico.

## Centro de Matemática Computacional
- Lanzado en 2018.
- Directora: Leslie Greengard.
- Misión: La misión de CCM es crear nuevos enfoques matemáticos, algoritmos y software para avanzar en la investigación científica en múltiples disciplinas, a menudo en colaboración con otros Centros Flatiron.
- Grupos de investigación: procesamiento de imágenes y señales, aprendizaje automático y análisis de datos, análisis numérico.

## Núcleo de computación científica
- Codirectores: Nick Carriero e Ian Fisk.
- Misión: La misión de SCC es desarrollar e implementar la infraestructura informática, incluidos los nuevos métodos informáticos y estadísticos y el soporte del sistema de almacenamiento y manejo de datos, necesarios para llevar a cabo las misiones de investigación de CCA, CCB, CCM y CCQ.